# Segestes frater
Segestes frater är en insektsart som beskrevs av Morgan Hebard 1922. Segestes frater ingår i släktet Segestes och familjen vårtbitare. Inga underarter finns listade i Catalogue of Life.